# Mitrofan (Osjak)
Mitrofan (světským jménem: Michail Alexandrovič Osjak; * 19. listopadu 1972, Rostov na Donu) je ruský duchovní Ruské pravoslavné církve a biskup gatčinský a lužský.

## Život
Narodil se 19. listopadu 1972 v Rostově na Donu.
Po dokončení střední školy nastoupil na Rostovskou stavební školu.
Roku 1990 začal studovat na Minském duchovním semináři.
Dne 21. září 1992 byl biskupem azovským Sergijem (Poletkinem) rukopoložen na diákona. Začal sloužit v chrámu Azovské ikony Matky Boží v Azově.
Dne 6. června 1993 byl metropolitou rostovským a novočerkasským Vladimirem (Kotljarovem) rukopoložen na jereje. Působil jako duchovní chrámu Nanebevstoupení Páně v Rostově na Donu.
Studoval také dálkově na Moskevském duchovním semináři.
Dne 11. dubna 1994 byl archimandritou Modestem (Potapovem) postřižen na monacha a přijal mnišské jméno Mitrofan na počest svatého Mitrofana Voroněžského.
Dne 19. července 1994 byl jmenován ekonomem Donského Staročerkasského monastýru.
Roku 1995 dokončil Moskevský duchovní seminář.
Dne 13. října 1997 byl přijat do kléru petrohradské eparchie a jmenován představeným Čeremeněckého monastýru svatého Jana Bohoslova.
Dne 3. července 1998 byl potvrzen ve funkci představeného a byl povýšen na igumena.
Roku 2007 dokončil studium na Petrohradské duchovní akademie.
V září 2009 byl jmenován předsedou oddělení restaurátorství eparchie.
Dne 12. března 2013 jej Svatý synod zvolil biskupem gatčinským a lužským. O tři dny později byl povýšen na archimandritu a stejného dne byl oficiálně jmenován biskupem. Dne 23. března proběhla v chrámu svatého Mikuláše Divotvorce v Chamovnikách (Moskva) jeho biskupská chirotonie. Světiteli byli patriarcha moskevský Kirill, metropolita krutický a kolomenský Juvenalij (Pojarkov), arcibiskup istrijský Arsenij (Jepifanov), biskup solněčnogorský Sergij (Čašin), biskup podolský Tichon (Zajcev), biskup kronštadtský Nazarij (Lavrynenko) a biskup voskresenský Savva (Michejev).